# Gorniak Chromtau
Gorniak Chromtau (kaz. Горняк Хромтау Футбол Клубы) – kazachski klub piłkarski z siedzibą w Chromtau, grający w Birinszi liga.

## Historia
Klub został założony w 1990 jako Gorniak Chromtau. Wtedy debiutował w Wtoroj Niższej Lidze Mistrzostw ZSRR, w której występował 2 sezony.
W 1992 startował w pierwszych rozgrywkach o Mistrzostwo niepodległego Kazachstanu. Po zakończeniu sezonu 1995 zrezygnował z dalszych występów i został rozformowany. Dopiero od 2003 występował w Pierwoj Lidze.

## Sukcesy
- Wtoraja Nizszaja Liga ZSRR: 6. miejsce (1991)
- Kazachska Premier Liga: 3. miejsce (1993)
- Puchar Kazachstanu: ćwierćfinalista (1992, 1993)